# Garigliano (avviso)
Il Garigliano (già Principessa Clotilde, già Maria Teresa) è stato un avviso a ruote della Real Marina del Regno delle Due Sicilie, successivamente acquisito dalla Regia Marina.

## Storia
Costruito tra il 1850 ed il 1854 nei cantieri di Castellammare di Stabia per conto della Marina del Regno delle Due Sicilie, l'avviso si chiamava in origine Maria Teresa. Scafo in legno con carena rivestita in rame, l'unità era originariamente armata con un obice brandeggiabile a canna liscia da 30 libbre, collocato a prua, e quattro cannoni in bronzo anch'essi a canna liscia.
Nella primavera del 1860 la nave fu coinvolta nelle vicende della spedizione dei Mille: il 12 maggio 1860, all'indomani dello sbarco di Marsala, la nave, insieme alle pirofegate Veloce ed Ettore Fieramosca ed ai piroscafi Miseno e Vesuvio, venne inviata da Napoli in Sicilia, per trasportarvi 16 compagnie della brigata Buonanno, e mezza batteria di obici da 12.
Ad inizio settembre 1860, con la fuga di Ferdinando II delle Due Sicilie a Gaeta, il Maria Teresa, al pari di gran parte della flotta borbonica, non seguì il proprio sovrano a Gaeta, restando invece a Napoli dove, con l'arrivo delle truppe garibaldine e sardo-piemontesi, passò alla Marina sarda: ribattezzato Principessa Clotilde, l'avviso entrò in servizio per tale Marina il 17 novembre 1860. 
Con la nascita della Regia Marina, il 17 marzo 1861, la nave, ribattezzata Garigliano, venne iscritta nei ruoli della nuova forza armata. Il 14 giugno 1863 l'unità venne riclassificata avviso di II classe a ruote, e nel 1870 venne sottoposta a lavori di manutenzione e sostituzione di parti dell'apparato motore. L'armamento, mutato in un primo tempo in quattro pezzi da 200 mm, venne ulteriormente ridotto nel 1875 a due cannoni da 75 mm e due mitragliere.
La vita operativa del Garigliano non fu però caratterizzata da eventi di particolare rilievo. Per lungo tempo la nave fu stazionaria a Cagliari: nelle acque di tale golfo, nel pomeriggio del 17 luglio 1875, il Garigliano contribuì a disincagliare il brigantino austro-ungarico Emerico, che si era accidentalmente incagliato a sudest di Torre della Scaffa. Nel 1877-1878 la nave, agli ordini del comandante Profumo, fu ancora lungamente stazionaria a Cagliari e viaggiò nel Mediterraneo, toccando anche Napoli e La Spezia: in un'occasione, a fine gennaio 1877, il Garigliano venne sorpreso da una tempesta mentre si trovava in mare aperto e dovette riparare a Porto Empedocle. 
Nel 1879 il Garigliano fu approntato per essere inviato in Eritrea dove, con altre unità (la goletta Ischia e la cannoniera corazzata Varese), avrebbe gettato le basi per la nascita di una colonia italiana, ma, in seguito al diffondersi di notizie riguardo alla spedizione (che avrebbe dovuto essere segreta) si decise di ridurre il numero delle navi da impiegare, ed il Garigliano rimase in Italia. Declassato a nave sussidiaria di III classe il 1º luglio 1877, nel 1881 il vecchio avviso venne dapprima posto in disponibilità e quindi disarmato dapprima a Napoli e poi a La Spezia, ove fu radiato il 5 dicembre 1883, venendo poi venduto per la demolizione.

### A stampa
- Notizie commerciali: Ministero della Marina, Commissariato del 2° dipartimento marittimo, in Gazzetta Piemontese, Torino, 19 novembre 1870.
«Napoli, il 30 novembre, alle 12 meridiane, nella sala degl'incanti, a Santa Lucia a Mare: appalto per l'impresa della costruzione e fornitura alla R. Marina d'una caldaia di ferro tubolare, con tubi di ottone, del relativo fumaiuolo e di tutti gli accessorii, da servire pel regio avviso a ruote Il Garigliano, ascendente alla presunta somma di lire 45,725.»
- Roma, nostra corrispondenza del 24 luglio, in Gazzetta Piemontese, Torino, 28 luglio 1875.
- Notizie della Marina, in Gazzetta Piemontese, Torino, 29 aprile 1877.
- Le nostre navi da guerra, in Gazzetta Piemontese, Torino, 19 dicembre 1877.
- Notizie della Marina, in Gazzetta Piemontese, Torino, 21 febbraio 1878.
- Corriere del mattino: notizie da Roma - navigazione, in Gazzetta Piemontese, Torino, 19 gennaio 1877.
- articolo (PDF) [collegamento interrotto], in Africana, IX, Pisa, Associazione di Studi Extraeuropei, 2003, ISSN 1592-9639 (WC · ACNP).
- Atti Ufficiali, in Gazzetta Piemontese, Torino, 26 novembre 1881.
- Regio decreto-legge 25 ottobre 1881, n. 467, in Gazzetta Ufficiale del Regno d'Italia, Roma, 23 novembre 1881.
- La flotta italiana, situazione al 1º gennaio 1881, in Gazzetta Piemontese, Torino, 10 gennaio 1881.

### Web
- (RU) Principessa Clotilde, su navyworld.narod.ru, Navy World.
- Antonio Cimmino, Principali navi da guerra costruite nel regio cantiere di Castellammare fino al 1861 (PDF), su marinai.it, I marinai.
- Cronaca degli avvenimenti di Sicilia, da' 4 aprile a' principii d'agosto 1860 con l'aggiunta de' fatti posteriori fino a marzo 1861, su eleaml.org.
- Almanacco storico navale: Avviso a Ruote Garigliano, su marina.difesa.it, Marina Militare.